# Ливен, Иван Романович
Барон Ива́н (Христоф-Иоганн) Рома́нович фон Ли́вен (нем. Christoph Johann von Liewen; 1736—1809) — генерал от инфантерии, военный и государственный деятель Российской империи.

## Биография
Выходец из остзейских дворян.
Службу в русской армии начал сержантом в 1752 году, участник Семилетней войны (1756—1763). Был ранен, попал в плен, после освобождения из плена вернулся в строй.
Участник Русско-турецкой войны (1768—1774).
В 1780 году в чине генерал-майора назначен на должность обер-коменданта Архангельска, с 1784 года — Правитель Архангельского наместничества с присвоением чина генерал-поручик.
В 1796 году был назначен на должность Архангельского и Олонецкого генерал-губернатора. По указу императора Павла I от 12 декабря 1796 года Архангельское и Олонецкое генерал-губернаторство было упразднено.
В январе 1797 года назначен на должность Архангельского военного губернатора.
В апреле 1798 года по собственному прошению вышел в отставку с чином генерала от инфантерии.
После отставки проживал в Архангельске. Земельного владения и крепостных не имел, женат не был.